# Songs of Green Pheasant
Songs of Green Pheasant ist das Solo-Projekt des britischen Lehrers und Musikers Duncan Sumpner (geboren 1975) aus Oughtibridge bei Sheffield.

## Geschichte
2002 schickte Duncan Sumpner dem Label FatCat Records, auf dem zu diesem Zeitpunkt auch Sigur Rós unter Vertrag war, ein Demo mit Songs, die er in seiner Küche mit einem simplen Vier-Spur-Gerät aufgenommen hatte. Bei FatCat war man begeistert über die Musik, konnte Sumpner aber nicht darüber informieren, da dieser vergessen hatte, eine Absender-Adresse anzugeben. Das Label begann eine zweijährige Detektiv-Arbeit, um in Kontakt mit Sumpner zu kommen. Als FatCat ihm einen Plattenvertrag anbot, reagierte Sumpner überrascht, denn er hatte die Songs eher aus Spaß aufgenommen und die Sache wieder vergessen, als keine Antwort von FatCat gekommen war. Er schlug zuerst vor, die Songs noch einmal professionell in einem Studio aufzunehmen, doch FatCat bestand darauf, die Demos in ihrer rohen Qualität zu veröffentlichen, da gerade dies den Reiz der Musik ausmachen würde. Die Aufnahmen wurden lediglich etwas entknistert und 2005 als das selbstbetitelte Debüt-Album von Songs of Green Pheasant veröffentlicht. Die EP Aerial Days (2006) nahm Sumpner erneut in seiner Küche auf, diesmal allerdings mit einem Acht-Spur-Gerät.
Bei den Aufnahmen zu Gyllyng Street (2007) griff Sumpner stärker als zuvor auch auf externe Musiker zurück.

## Musik
Der Grundton von Songs of Green Pheasant ist melancholisch, die Musik besteht vor allem aus Akustikgitarren und Sumpners Stimme, die oft mit Hall unterlegt ist. Gelegentlich benutzt Sumpner einen Drumcomputer sowie dezente elektronische Effekte. Der Klang der Band wurde oft mit den düstereren Arbeiten von Simon and Garfunkel oder Talk Talk und Mark Hollis verglichen, aber auch mit Butterfly Child, Flying Saucer Attack, Jewelled Antler Collective, Richard Young oder Galaxie 500. Auch eine Nähe zum Post-Rock (Explosions in the Sky) ist hörbar.

## Diskografie

### Alben
- "Songs of Green Pheasant" (FatCat Records, 2005)
- "Gyllyng Street" (FatCat Records, 2007)
- "When The Weather Clears" (Sammlung von Outtakes, als free download, 2008)
- "Soft Wounds" (Rusted Rail, 2012)

### EPs
- "Aerial Days" (FatCat Records, 2006)